# Porfina
Porfina – makrocykliczny związek chemiczny stanowiący szkielet porfiryn. Jest heterocyklicznym związkiem aromatycznym. Zbudowana jest z czterech pierścieni pirolowych połączonych grupami metinowymi (=CH−). 

## Charakterystyka strukturalna
Cząsteczka porfiny jest płaska, a obwód pierścienia makrocyklicznego stanowi łańcuch atomów węgla tworzących system sprzężonych wiązań podwójnych, w wyniku czego cząsteczka ta ma charakter aromatyczny. Struktury rezonansowe porfiny przedstawić można wzorami:
Dwa z czterech atomów azotu mają charakter iminowy i wchodzą w system wiązań sprzężonych, pozostałe dwa są drugorzędowymi atomami aminowymi.

## Kompleksy z metalami
Jeżeli dwa atomy azotu oddadzą swoje atomy wodoru, wszystkie atomy azotu stają się równoważne i mogą służyć jako ligandy by związać jon metalu w środku cząsteczki. Układy tego typu spotyka się w przyrodzie, gdzie związki o zmodyfikowanym szkielecie porfinowym, tzw. porfiryny, stanowią ważne biocząsteczki. W kompleksach z jonami żelaza tworzą one hem (wchodzący w skład mioglobiny, hemoglobiny i cytochromów), a z jonami magnezu – chlorofile i bakteriochlorofile. Natomiast w witaminie B12 występuje zredukowana forma porfiny, koryna, która wiąże atom kobaltu.